# کاسیلیس، نیو ساوت ولز
کاسیلیس (به انگلیسی: Cassilis) یک منطقه مسکونی در استرالیا است که در نیو ساوت ولز واقع شده‌است.